# Andrew Stewart (Politiker)
Andrew Struthers Stewart (* 27. Mai 1937; † 6. Oktober 2013 in Caunton, Nottinghamshire, England) war ein britischer Politiker der englischen Konservativen Partei. Von 1983 bis 1992 war er Mitglied des britischen Parlaments. Er verlor seinen Sitz 1992 an Paddy Tipping von der Labour Party.

## Belege
1. ↑  The Telegraph, Nachruf: STEWART, abgerufen am 13. Oktober 2013

| Personendaten    | Personendaten                                                            |
| ---------------- | ------------------------------------------------------------------------ |
| NAME             | Stewart, Andrew                                                          |
| ALTERNATIVNAMEN  | Stewart, Andrew Struthers (vollständiger Name)                           |
| KURZBESCHREIBUNG | britischer Politiker (Conservative Party), Mitglied des House of Commons |
| GEBURTSDATUM     | 27. Mai 1937                                                             |
| STERBEDATUM      | 6. Oktober 2013                                                          |
| STERBEORT        | Caunton, Nottinghamshire, England                                        |